# Vinzenz Oberhammer
Vinzenz Oberhammer (* 23. November 1901 in Innsbruck; † 6. Oktober 1993 in Wien) war ein österreichischer Kunsthistoriker.

## Leben
Vinzenz Oberhammer studierte an der Universität Innsbruck, wo er 1926 bei Moritz Dreger promoviert wurde. 1928 begann Oberhammer am Tiroler Volkskunstmuseum und wurde später Assistent des Instituts für Kunstgeschichte an der Innsbrucker Universität. 1936 habilitierte er sich an der Universität Salzburg. Am 17. Juni 1939 beantragte er die Aufnahme in die NSDAP und wurde zum 1. Januar 1941 aufgenommen (Mitgliedsnummer 9.672.651). Von 1938 bis 1954 wirkte er als Kustos am Museum Ferdinandeum, dessen Wiederaufbau er nach dem Zweiten Weltkrieg erfolgreich gestaltete. 1949 erhielt er an der Universität Innsbruck den Titel eines Extraordinarius für Kunstgeschichte. 1955 ging er an das Kunsthistorische Museum in Wien, zunächst als Direktor der Gemäldesammlung und administrativer Direktor, vom 1. Januar 1960 bis zu seinem Ruhestand am 31. Dezember 1966 zugleich als Erster Direktor.
Oberhammer wurde auf dem Strebersdorfer Friedhof in Wien bestattet.

## Auszeichnungen
- 1958: Ehrenzeichen des Landes Tirol
- 1960: Österreichisches Ehrenkreuz für Wissenschaft und Kunst I. Klasse
- 1967: Großes Silbernes Ehrenzeichen für Verdienste um die Republik Österreich[3]

## Publikationen (Auswahl)
- Die Bronzestandbilder des Maximiliangrabes in der Hofkirche zu Innsbruck. Deutscher Alpenverlag Gesellschaft m.b.H., Innsbruck 1939 (Habilitationsschrift).
- Der Altar vom Schloss Tirol. Tyrolia, Innsbruck / Wien 1948.
- Der Altar von Schloss Schönbrunn.
- Die Gemäldegalerie des Kunsthistorischen Museums in Wien. hundert Farbtafeln, 2. Halbband, A. Schroll, Wien 1959.
- Das Goldene Dachl zu Innsbruck. 1970.
- Peter Bischof: Der Pietà-Zyklus. 1977.